# António Eleutério dos Santos
António Eleutério dos Santos, semplicemente conosciuto come Eleutério (Lisbona, 10 febbraio 1928) è un ex calciatore portoghese, di ruolo centrocampista.

## Carriera

### Club
Dopo aver affrontato tutte le giovanili al Grupo Desportivo “Os Fósforos”, venne promosso in prima squadra nel Clube Oriental de Lisboa, squadra creata dalla fusione della sua precedente società con altri gruppi calcistici. Per la stagione 1952-1953 venne ingaggiato dal Futebol Clube do Porto, diventando uno dei membri più importanti della squadra in quegli anni. Debuttò con la squadra di Porto il 19 ottobre 1952 allo Stadio das Antas nella partita casalinga contro lo Sporting CP, terminata 1-1 e valevole per la quarta giornata della Primeira Divisão 1952-1953. Nelle cinque stagioni con i Dragões Eleutério si laureò campione di Portogallo e della Taça de Portugal (battendo l'União Torreense 2-0 nella finale giocata allo Stadio nazionale di Jamor il 27 maggio 1956) nella stagione 1955-1956.
Dopo cinque stagioni con i bianco-azzurri, nel 1957 passò allo Sport Comércio e Salgueiros, dove rimase per una sola stagione prima di ritirarsi dal calcio professionistico.

### Nazionale
Vestì la maglia della nazionale portoghese in una sola occasione, giocando per intero un'amichevole allo stadio Heysel il 14 marzo 1954 contro il Belgio, partita terminata in un pareggio a reti bianche.

## Statistiche

### Presenze e reti nei club
| Stagione        | Squadra                  | Campionato      | Campionato | Campionato | Coppe nazionali | Coppe nazionali | Coppe nazionali | Coppe continentali | Coppe continentali | Coppe continentali | Altre coppe | Altre coppe | Altre coppe | Totale | Totale |
| Stagione        | Squadra                  | Comp            | Pres       | Reti       | Comp            | Pres            | Reti            | Comp               | Pres               | Reti               | Comp        | Pres        | Reti        | Pres   | Reti   |
| --------------- | ------------------------ | --------------- | ---------- | ---------- | --------------- | --------------- | --------------- | ------------------ | ------------------ | ------------------ | ----------- | ----------- | ----------- | ------ | ------ |
| 1947-1948       | Clube Oriental de Lisboa | SD              | 0          | 0          | CP              | 0               | 0               | -                  | -                  | -                  | -           | -           | -           | 0      | 0      |
| 1948-1949       | Clube Oriental de Lisboa | SD              | 0          | 0          | CP              | 0               | 0               | -                  | -                  | -                  | -           | -           | -           | 0      | 0      |
| 1949-1950       | Clube Oriental de Lisboa | SD              | 2          | 0          | -               | -               | -               | -                  | -                  | -                  | -           | -           | -           | 2      | 0      |
| 1950-1951       | Clube Oriental de Lisboa | PL              | 19         | 1          | CP              | 2               | 1               | -                  | -                  | -                  | -           | -           | -           | 21     | 2      |
| 1951-1952       | Clube Oriental de Lisboa | PL              | 26         | 5          | CP              | 0               | 0               | -                  | -                  | -                  | -           | -           | -           | 26     | 5      |
| Totale Oriental | Totale Oriental          | Totale Oriental | 47         | 6          |                 | 2               | 1               |                    | 0                  | 0                  |             | 0           | 0           | 49     | 7      |
| 1952-1953       | FC Porto                 | PL              | 15         | 2          | CP              | 7               | 0               | -                  | -                  | -                  | -           | -           | -           | 22     | 2      |
| 1953-1954       | FC Porto                 | PL              | 26         | 0          | CP              | 2               | 0               | -                  | -                  | -                  | -           | -           | -           | 28     | 0      |
| 1954-1955       | FC Porto                 | PL              | 6          | 0          | CP              | 0               | 0               | -                  | -                  | -                  | -           | -           | -           | 6      | 0      |
| 1955-1956       | FC Porto                 | PL              | 2          | 0          | CP              | 3               | 0               | -                  | -                  | -                  | -           | -           | -           | 5      | 0      |
| 1956-1957       | FC Porto                 | PL              | 1          | 1          | CP              | 1               | 0               | -                  | -                  | -                  | -           | -           | -           | 2      | 1      |
| Totale Porto    | Totale Porto             | Totale Porto    | 50         | 3          |                 | 13              | 0               |                    | 0                  | 0                  |             | 0           | 0           | 63     | 3      |
| 1957-1958       | SC Salgueiros            | PL              | 14         | 0          | CP              | 0               | 0               | -                  | -                  | -                  | -           | -           | -           | 14     | 0      |
| Totale carriera | Totale carriera          | Totale carriera | 111        | 9          |                 | 15              | 1               |                    | 0                  | 0                  |             | 0           | 0           | 126    | 10     |

### Cronologia presenze e reti in nazionale
| Cronologia completa delle presenze e delle reti in nazionale ― Portogallo | Cronologia completa delle presenze e delle reti in nazionale ― Portogallo | Cronologia completa delle presenze e delle reti in nazionale ― Portogallo | Cronologia completa delle presenze e delle reti in nazionale ― Portogallo | Cronologia completa delle presenze e delle reti in nazionale ― Portogallo | Cronologia completa delle presenze e delle reti in nazionale ― Portogallo | Cronologia completa delle presenze e delle reti in nazionale ― Portogallo | Cronologia completa delle presenze e delle reti in nazionale ― Portogallo |
| Data                                                                      | Città                                                                     | In casa                                                                   | Risultato                                                                 | Ospiti                                                                    | Competizione                                                              | Reti                                                                      | Note                                                                      |
| ------------------------------------------------------------------------- | ------------------------------------------------------------------------- | ------------------------------------------------------------------------- | ------------------------------------------------------------------------- | ------------------------------------------------------------------------- | ------------------------------------------------------------------------- | ------------------------------------------------------------------------- | ------------------------------------------------------------------------- |
| 14-03-1954                                                                | Bruxelles                                                                 | Belgio                                                                    | 0 – 0                                                                     | Portogallo                                                                | Amichevole                                                                | -                                                                         |                                                                           |
| Totale                                                                    |                                                                           | Presenze                                                                  | 1                                                                         |                                                                           | Reti                                                                      | 0                                                                         |                                                                           |

## Palmarès
- Campionato portoghese: 1

Porto: 1955-1956
- Coppa del Portogallo: 1

Porto: 1955-1956